# Ceratostylis backeri
Ceratostylis backeri är en orkidéart som beskrevs av Johannes Jacobus Smith. Ceratostylis backeri ingår i släktet Ceratostylis och familjen orkidéer. Inga underarter finns listade i Catalogue of Life.